# Каменный многоугольник
Ка́менный многоуго́льник (в мерзлотоведении — каменный венок) — тип мерзлотного микрорельефа в виде многогранников или колец, сложенных в центральной части из мелкозёма, к краям (бордюр) — из грубообломочного материала. Возникает в результате растрескивания, выпукло-вогнутых деформаций, и мерзлотной сортировки грунтов в пределах деятельного слоя на литологически неоднородных горных породах.